# Katzenbuckel
Katzenbuckel – najwyższy szczyt Odenwaldu i jednocześnie całego systemu Gór Hesko-Frankońskich, wznoszący się 626 m n.p.m. Znajduje się na terenie gminy Waldbrunn w Badenii-Wirtembergii. Góra jest pozostałością wulkanu, aktywnego 60 milionów lat temu, dzięki czemu posiada bogatą strukturę krystaliczną. Jej wysokość względna jest największa w całym Odenwaldzie i wznosi się 490 m. nad rzeką Neckar. Od strony południowej góra tworzy niewielki płaskowyż na wysokości 500–530 m n.p.m., na którym znajduje się wieś Waldbrunn. Na samym szczycie znajduje się wieża widokowa, z której można dostrzec większość pasma Odenwaldu, na jego zboczach funkcjonuje treningowa skocznia narciarska. Od południa do szczytu przylega niewielkie jezioro Katzenbuckelsee o barwie turkusowej, pochodzącej od kryształów znajdujących się w skałach wulkanicznych.